# Loch Loch
Loch Loch är en sjö i Storbritannien.   Den ligger i kommunen Perth and Kinross och riksdelen Skottland, i den norra delen av landet, 600 km norr om huvudstaden London. Loch Loch ligger 478 meter över havet.  I omgivningarna runt Loch Loch växer i huvudsak blandskog.